# Гришин, Борис Николаевич
Лауреат Премии Ленинского комсомола. 
Бори́с Никола́евич Гри́шин (22 сентября 1924, Курск — 19 ноября 2015, Калуга) — советский изобретатель, педагог.

## Биография
Борис Николаевич родился в Курске.
Когда ему было 5 лет, отец, Николай Емельянович, получил назначение в Калугу. Борис окончил школу № 10 и местный филиал МИИТ (Московский институт инженеров транспорта). Два года провёл в рядах Советской Армии. С 1950 по 1985 год работал преподавателем черчения Калужского железнодорожного техникума. По совместительству — в 9-й школе Калуги.
В 1966 году для своей матери Марии Васильевны, которая серьёзно болела и нуждалась в постоянном уходе, создал уникального по тем временам человекоподобного робота АРСа или Арсика, способного выполнять многие домашние дела. Робот был способен передвигаться и ухаживать за человеком, мог ответить на телефонный звонок, поговорить и записать разговор. При необходимости, робот самостоятельно вызывал по телефону нужную службу на помощь. Робот включал и выключал свет и бытовую технику, регулировал температуру в помещении.
Он был создан из листового алюминия и весил около 100 килограммов, для его функционирования использовались 13 электродвигателей. Робот имеет встроенные телефон и два магнитофона.
На конкурсе журнала «Техника молодёжи» робот Гришина был признан самым сложным.
Борис Николаевич Гришин скончался 19 ноября 2015 года в Калужской городской клинической БСМП. Похоронен на Литвиновском кладбище.
В настоящее время робот Гришина является частью экспозиции Государственного музея истории космонавтики имени К. Э. Циолковского.